# Robert Aubin (militant)
Pour les articles homonymes, voir Robert Aubin et Aubin.
Robert Aubin est un militant québécois surtout connu pour avoir fondé Comité de libération nationale (Québec), en marge de ses activités au Rassemblement pour l'indépendance nationale (RIN).

## Biographie
Robert Aubin est né dans le quartier Hochelaga-Maisonneuve de Montréal. Diplômé en histoire, il se tourne ensuite vers l’enseignement. Il devient vice-président à l’organisation du Parti socialiste du Québec et directeur de campagne.
Robert Aubin organise, dans le quartier Hochelaga-Maisonneuve, des groupes populaires tout en demeurant membre du RIN. À titre de président du Comité de citoyens du quartier Hochelaga-Maisonneuve, il organise différents groupes de travail (santé, éducation, logement), qui mèneront notamment à la mise sur pied du réseau des CLSC, du Pavillon d’éducation communautaire (organisme d’éducation populaire) et de l’Association des locataires de Montréal. C'est cette dernière qui créera le « bail type québécois ».
À la dissolution du RIN, Robert Aubin s’implique au sein du Front de libération populaire (FLP) et siège au Comité central.
Il est principal rédacteur du journal du FLQ la Cognée qui parut de 1963 à 1967 sous le pseudonyme de Paul-André Gauthier.
En avril 1970, il dirige la campagne gagnante de Robert Burns du Parti québécois dans le comté de Maisonneuve.
À la suite de la Crise d’Octobre, qui causera une commotion dans la gauche au Québec, Robert Aubin se consacre à l’école où il travaille. Il est élu président du Comité d’autogestion de la Polyvalente Gérard-Filion de 1971 à 1973. De 1974 à 1982, il milite au sein du Rassemblement des citoyens de Montréal (RCM) dans Maisonneuve et devient de 1976 à 1978 vice-président du Conseil d’administration du CLSC Hochelaga-Maisonneuve. En 1978, il fonde l’Atelier d’histoire d’Hochelaga-Maisonneuve. De 1979 à 1983, il obtient son diplôme en Droit à l’UQAM et s’implique, de 1983 à 1995, dans l’élaboration du vidéotex Télidon (banque de données communautaires), avec le Laboratoire de télématique de l’UQAM. Enfin, il met sur pied le Centre de technologie communautaire du Québec (CTCQ).